# كوليكن
كوليكن (بالألمانية: Kölliken) هي واحدة من بلديات مقاطعة زوفينجن في كانتون أرجاو في سويسرا.

## أعلام
- ديجي بوبو